# Kleine bonte aalscholver
De kleine bonte aalscholver (Microcarbo melanoleucos, synoniem: Phalacrocorax melanoleucos) is een vogel uit de orde van Suliformes. 

## Verspreiding en leefgebied
Deze soort komt wijdverspreid voor in Australazië en telt drie ondersoorten:
- M. m. melanoleucos: van de Kleine Soenda-eilanden tot Australië.
- M. m. brevicauda: Rennell (de Salomonseilanden).
- M. m. brevirostris: Nieuw-Zeeland.

## Status
De grootte van de populatie is in 2018 geschat op 36-200 duizend vogels. Op de Rode lijst van de IUCN heeft deze soort de status niet bedreigd.